# Dasyopa
Dasyopa là một chi ruồi trong họ Chloropidae.